# 克伦威尔征服爱尔兰
克伦威尔征服爱尔兰（Cromwellian conquest of Ireland）或爱尔兰克伦威尔战争（Cromwellian war in Ireland，1649-1653年）是指出三國之戰期间，以奥利弗·克伦威尔为首的英格蘭議會军队对爱尔兰的征服。
1641年愛爾蘭起義后，爱尔兰大部分地区被爱尔兰邦联控制。1649年初，邦联与在英國內戰中被圓顱黨击败的骑士党结盟。1649年8月，奥利弗·克伦威尔以英国残缺议会的名義率领他的新模范军入侵爱尔兰。1652年5月，克伦威尔的议会军队在爱尔兰打败了邦联和骑士党的联盟，並占领了爱尔兰。然而，游击战又持续了一年。克伦威尔製訂了一系列针对占愛爾蘭人口绝大多数的罗马天主教徒的刑法，没收了罗马天主教徒大量土地。
克伦威尔征服爱尔兰导致了愛爾蘭出現饥荒，而鼠疫的爆发使得饥荒更為严重。据估计，克伦威尔征服爱尔兰导致爱尔兰人口下降幅度从15%到83%不等。克倫威爾的軍隊还帶來了约5万人的契约劳工。